# كلية الهندسة (جامعة عين شمس)
كلية الهندسة جامعة عين شمس من أقدم الكليات بجامعة عين شمس، ومن أوائل مدارس الهندسة بمصر، وحاصلة على اعتماد الهيئة العامة لضمان جودة التعليم والاعتماد التابعة لمجلس الوزراء المصري.

## تاريخ
في العام 1839، تأسست مدرسة العمليات التقنية التي طورت في الوقت المناسب، وأصبحت مدرسة الفنون والصناعات عام 1932، ثم في وقت لاحق مدرسة الهندسة التطبيقية، واصلت لممارسة مهمتها حتى عام 1946 حين صدر مرسوم وزاري يعطي المدرسة اسم المعهد العالي للهندسة.
عندما صدر القانون رقم 93 في عام 1950 لتأسيس جامعة إبراهيم باشا، أصبح المعهد العالي للهندسة نواة لكلية الهندسة، لتصبح بعد الانتهاء من البنية التحتية والمرافق واحدة من الكليات المُدرجة في الجامعة.
بعد ثورة 23 يوليو 1952، اقترح أن تكون أسماء الجامعات المصرية لها جذور ومعالم تاريخية من البلاد هكذا في 21 فبراير 1954 تغير اسم الجامعة إلى هليوبلس، وبعد ذلك تغير في نفس السنة إلى اسمها الحالي عين شمس، الاسم العربي لهليوبلس، وكان عندها شهرة واسعة ومركز من المعرفة والتعلم خصوصآ في علم الفلك والهندسة والطب. وهكذا أصبح اسم الكلية كلية الهندسة، جامعة عين شمس.

## الموقع الجغرافي
تقع كلية الهندسة بميدان عبده باشا بالقرب من ميدان العباسية بالقاهرة، على بعد نصف ساعة مشيًا من مقر الجامعة الرئيسي.

## نظام الدراسة
ككل كليات الهندسة في مصر، الدراسة خمس سنوات، حيث أن أول هذه السنوات تسمى بالفرقة الإعدادية (أي إنها فترة إعداد الطالب علي نظام الدراسة الهندسية بعد انتهائه من المرحلة الثانوية)، بعد ذلك يتم تنسيق بين طلاب الفرقة الإعدادية لتوزيعهم علي أقسام الكلية المختلفة، حيث أن هذا التنسيق يكون وفقا لمجموع الطالب في الفرقة الإعدادية.
كما تم إدخال نظام الدراسة بالساعات المعتمدة منذ العام الدراسى 2007-2008، ويمكن أن يختار الطالب القسم الذي يريده من السنة الإعدادية ويبدأ الدراسة به مباشرةً.

### الأقسام
يوجد الآن اثنا عشر قسما أكاديميا بالكلية مع أكثر من 780 عضو هيئة تدريس ومعاونيهم. تقدم الأقسام الأكاديمية دورات دراسية لطلاب المرحلة الجامعية لتلبية قدراتهم وتخصصاتهم. توفر أيضًا دورات لطلاب الدراسات العليا وفقا لخطة البحوث المعلنة من جانب الأقسام والتي يوافق عليها مجلس الكلية. مقررات العلوم الأساسية تدرس من خلال قسم الفيزياء والرياضيات الهندسية. جميع الأقسام الأخرى تقع ضمن أربع مجموعات:

#### الهندسة الكهربائية
- قسم هندسة القوى والآلات الكهربية
- قسم هندسة الالكترونيات والاتصالات الكهربية
- قسم هندسة الحاسبات والنُظُم

#### الهندسة الميكانيكية
- قسم هندسة القوى الميكانيكية.
- قسم هندسة الإنتاج.
- قسم هندسة السيارات.
- قسم هندسة الميكاترونيات.

#### الهندسة المدنية
- قسم هندسة الإنشاءات.
- قسم هندسة الري.
- قسم هندسة الأشغال العامة.

#### الهندسة المعمارية
- قسم الهندسة المعمارية.
- قسم التخطيط والتصميم العمراني.[2]

### البرامج الجديدة
نظام البرامج الجديدة هو نظام مدفوع يعتمد على نظام الساعات المُعتمدة:
البرامج الحالية
- قسم هندسة البناء.
- قسم هندسة المواد.
- قسم هندسة التصنيع.
- قسم هندسة نظم الاتصالات.
- قسم هندسة الطاقة والطاقة المتجددة.
- قسم هندسة الميكاترونيات والاتمتة.
- قسم هندسة الحاسبات ونظم البرمجيات.
- قسم عمارة تنسيق المواقع.
- قسم العمارة والعمران البيئي.

البرامج المستقبلية
برنامج الهندسة المدنية والبنية التحتية.

## الدرجات العلمية
جامعة عين شمس، وبناء على طلب من مجلس كلية الهندسة تمنح درجة بكالوريوس الهندسة في أحد التخصصات التالية:
- الهندسة المدنية في واحدة من التخصصات التالية :

1. الإنشاءات.
2. إنشاءات المياه والهيدروليكية.
3. الأشغال العامة.

- الهندسة المعمارية في واحدة من التخصصات التالية :

1. الهندسة المعمارية.
2. التخطيط والتصميم العمراني.[2]

- الهندسة الكهربائية في واحدة من التخصصات التالية :

1. القوى والآلات الكهربية.
2. الالكترونيات والاتصالات الكهربية.
3. هندسة الكمبيوتر والأنظمة.

- الهندسة الميكانيكية في واحدة من التخصصات التالية :

1. الإنتاج.
2. القوى الميكانيكية.
3. السيارات.
4. الميكاترونيات.

ويستطيع الخريج الحصول على عضوية نقابة المهندسين المصرية واتحاد المهندسين العرب فور التخرج من الكلية.

## جمعية الخريجين
تأسست الجمعية عام 1989 وتضم خريجى كلية الهندسة - جامعة عين شمس، مقرها مبنى الكلية، هادفة لزيادة التعاون المهنى والتواصل بين خريجي الكلية. والمساهمة في دعم وتطوير معامل ومبانى الكلية، ومساعدة الطلاب. وتقوم الجمعية بتنظيم العديد من اللقاءات الاجتماعية والثقافية والعلمية، بالإضافة إلى تنظيم احتفال سنوى لليوبيل الفضى لكل دفعة مر علي تخرجها 25 عاماً.

## وحدات ومراكز الاستشارات
إن الوحدات ذات الطابع الخاص أنشئت في كلية الهندسة لخدمة المجتمع في جميع المجالات الهندسية. ويمكن أن تشارك هذه الوحدات في المشروعات الهندسية من خلال إجراء دراسات الجدوى، والتصميم، والتنفيذ، والتقييم. وكلية الهندسة لديها حالياً 23 وحدة ذات طابع خاص.
- مركز الاستشارات الهندسية
- وحدة الدراسات والاستشارات الهندسية المساحية
- الوحدة الاستشارية لتخطيط النقل والمرور
- وحدة استشارات هندسة الطرق
- الوحدة الاستشارية للهندسة الصحية والبيئية
- وحدة التصميمات والبحوث والدراسات المعمارية
- وحدة بحوث دراسات التخطيط والتصميم العمراني
- وحدة ابحاث وتحليل المنشآت
- وحدة ابحاث الخرسانة المسلحة
- وحدة ابحاث ميكانيكا التربة والاساسات
- وحدة ابحاث خواص واختبار المواد وضبط الجودة
- وحدة هندسة القوي والآلات الكهربائية
- وحدة تكنولوجيا الكترونيات الاتصالات
- مركز نظم المعلومات
- وحدة هندسة القوي الميكانيكية
- وحدة بحوث هندسة السيارات والجرارات
- الوحدة الخاصة لهندسة الإنتاج
- مركز تنمية الصناعات الصغيرة وتطوير التكنولوجيا المحلية
- مركز التعليم الهندسي المستمر
- وحدة المنشآت والكباري المعدنية
- وحدة هندسة المواد والفلزات
- مركز استشارات بحوث الاتصالات والالكترونيات الضوئية
- وحدة نظم المعلومات الجغرافية

## النشاط السياسي
اشتهرت كلية الهندسة بجامعة عين شمس بمشاركة طلابها في الفاعليات السياسية المختلفة على مر العصور، وفي الفترة التي سبقت الثورة المصرية لم يكن هناك أي نشاط سياسي يُذكر إلا ذلك الذي قام به طلاب الإخوان المسلمين، حتى اندلعت الثورة واندلعت معها المظاهرات المطالبة بتغيير القيادات الجامعية والتي كان لطلاب الكلية نصيب الأسد من المشاركة فيها، وبعد استشهاد الطالب محمد مصطفى خلال أحداث مجلس الوزراء خرجت مظاهرات ضخمة باتجاه وزارة الدفاع تندد بما حدث وتطالب بالقصاص للشهيد، وظهرت في أعقاب ذلك حركة طلاب الحرية التي ضمت عدد من الطلاب من مختلف التيارات والتوجهات السياسية، واستمرت أنشطتها وفاعلياتها حتى الآن، كما ظهرت في الفترة التي سبقت الانتخابات الرئاسية المصرية 2012 أنشطة للحملات الانتخابية للمرشحين في الانتخابات، مثل حملات دعم محمد البرادعي وعبد المنعم أبو الفتوح وحمدين صباحي وحازم صلاح أبو إسماعيل وخالد علي.
كما قامت بعض المظاهرات بعد اعتقال عدد من الطلبة بتهم سياسية ووصلت عدد سنوات السجن إلى 15 عام، وقتل بعضهم مثل بلال على جابر إثناء مظاهرة بعد مجزرة رابعة العدوية وميدان النهضة، وإسلام عطيتو الذي حاولت قوات وزارة الداخلية المصرية اعتقاله داخل الحرم الجامعى بعد انتهائه من الامتحان بالتنسيق مع إدارة الكلية وأفراد الأمن ووُجد قتيلا علي الطريق في الصحراء بقرب التجمع الخامس بالقاهرة الجديدة واتهمته وزارة الداخلية المصرية بأنه كان مختبئ داخل وكر إرهابي ويخطط لعملية إرهابية، وقُتل إثناء الاشتباك معهم.

## أشهر الخريجين
- 1973: هاني عازر، اشرف على بناء محطة قطارات برلين Berlin Hauptbahnhof.[6]
- دكتور حاتم عبد اللطيف وزير النقل بوزارة هشام قنديل ووكيل كلية الهندسة بجامعة عين شمس للدرسات العليا والبحوث، وأستاذ لتخطيط النقل وخبير أممي بمجال المرور.
- دكتور أحمد حسين صاحب فكرة نقل تمثال رمسيس من ميدان رمسيس (باب الحديد) إلى موقعه الجديد بالمتحف المصري الكبير والذي يقع في أول طريق القاهرة - الإسكندرية الصحراوى في يوم 25 أغسطس عام 2006م.[7]
- أحمد زكي بدر وزير التربية والتعليم في عهد الرئيس السابق محمد حسني مبارك.
- طارق النبراوي نقيب المهندسين.
- أحمد زكي عابدين وزير التنمية المحلية الأسبق، ورئيس مجلس إدارة شركة العاصمة الإدارية الجديدة
- إبراهيم الدميري وزير النقل الأسبق
- حسن عبد العزيز رجل أعمال، رئيس الاتحاد المصري لمقاولي التشييد والبناء.
- سيف الله أبو النجا رجل أعمال، رئيس جمعية المعماريين.
- الممثل أحمد راتب
- أحمد ذو الفقار رجل أعمال. رائد نظم الري الحديث في مصر، استشاري أعمال بنية تحتية.
- إسماعيل عثمان رجل أعمال، نائب رئيس مجلس إدارة الاتحاد المصري لمقاولي التشييد والبناء.
- دكتور أسامة حمدي عبد الواحد محافظ كفر الشيخ
- تامر وجيه رجل أعمال
- باسل عادل رجل أعمال
- حسن يونس وزير الكهرباء والطاقة
- حسن عثمان رجل أعمال، استشاري منشأت وكباري
- الدكتور إبراهيم محلب مستشار رئيس الجمهورية للمشروعات القومية ورئيس مجلس الوزراء السابق
- الدكتور محمود أبو النصر وزير التربية والتعليم السابق في وزارة حازم الببلاوي في عهد الرئيس المؤقت عدلي منصور
- الدكتور عبد القوي خليفة وزير مرافق مياه الشرب والصرف الصحي السابق في وزارة حازم الببلاوي في عهد الرئيس المؤقت عدلي منصور، وكان محافظ سابقاً لمحافظة القاهرة.
- الدكتور شريف حماد وزير البحث العلمي السابق وعميد الكلية في الفترة من 2012 إلى 2014.
- الممثل يوسف الشريف.

## وصلات خارجية
- الموقع الرسمي
- السكة يمين، نشاط تعليمي بهندسة عين شمس